# 刁化神
刁化神（？—1646年），號素陵，四川江津人，祖籍湖廣麻城（今湖北），明末政治人物，進士出身。

## 生平
崇禎元年（1628年）登戊辰科進士。歷官戶部郎中，致仕歸。崇禎十七年（1644年），張獻忠大軍入川，刁化神集合鄉民協助重慶守將曾英，在塗山之下列陣。曾英兵敗，刁化神亦身死。